# Штакельберг, Иван Иванович (полковник)
Барон Иван Иванович фон Штакельберг (30 октября (11 ноября) 1871 — после 3 января 1917) — полковник Российской императорской армии. Участник русско-японской и Первой мировой войн. Кавалер ордена Святого Георгия 4-й степени и Георгиевского оружия.

## Биография
Родился 30 октября (11 ноября) 1871 года. По вероисповеданию был лютеранином. 
Окончил Первый кадетский корпус, затем — 1-е военное Павловское училище по 2-му разряду, из которого был выпущен в 165-й пехотный Ковельский полк; 4 августа 1892 года получил старшинство в чине подпоручика, 4 августа 1896 года в чине — поручика, 4 августа 1900 года — в чине штабс-капитана, 4 августа 1904 года в чине капитана.
Принимал участие в Русско-японской войне, во время которой получил ранение и был причислен ко второму классу раненых. По состоянию на 1 января 1909 года и на 1913 год в чине капитана командовал ротой в 145-м пехотном Новочеркасском полу.
Принимал участие в Первой мировой войне, был командиром батальона. Был произведён в подполковники (точная дата произведения Штакельберга в подполковники неизвестна, но это произошло после 15 мая 1913 года). По состоянию на 5 января 1915 года служил в том же чине и том же полку. 27 июля 1915 года «за отличия в делах» был произведён в полковники, со старшинством с 26 мая 1915 года.
С 3 января 1917 года командовал 145-м пехотным Новочеркасским полком.
Информация о дальнейшей судьбе Штакельберга в источниках отсутствует.

## Награды
- Орден Святого Георгия 4-й степени (Высочайший приказ от 1 сентября 1915)
— «за то, что в бою 15-го мая 1915 года под гор. Болеховым, примером личной храбрости, увлек за собою роты баталиона и без выстрела занял три линии окопов противника, выбив его штыками, причем было захвачено два пулемета; 17-го мая под губительным пулеметным и ружейным огнем перевел баталион по-грудь в воде через р. Свику и атакой взял окопы противника и закрепился в них, чем в значительной степени склонил успех боя в нашу сторону.»[1];
- Георгиевское оружие (Высочайший приказ от 2 июня 1915)
— «за то, что в бою 11 и 12 дек. 1914 г., командуя баталионом и ведя наступление на д. Семпихов, в течение двух дней, находясь все время в боевой линии, продвигался вперед и до конца боя удержал за собой занятые позиции, под действительным артиллерийским, ружейным и пулеметным огнем противника.»;
- Орден Святого Владимира 4-й степени с мечами и бантом (1905);
- Орден Святой Анны 2-й степени с мечами (Высочайший приказ от 5 января 1915);
- Орден Святой Анны 3-й степени (1907);
- Орден Святой Анны 4-й степени (Высочайший приказ от 8 декабря 1915);
- Орден Святого Станислава 2-й степени (1911); мечи и бант к ордену (утверждены Высочайшим приказом от 3 октября 1916).

## Семья
Женился 30 октября 1894 года на дочери коллежского секретаря Анне Федоровне Поповой. Их дети:
- Анна (28.01.1896—?)
- Антонина (25.11.1900—?)
- Дмитрий (06.04.1911—?)